# Kashmira Kakati
 (juillet 2013).
 (juillet 2014).
Pour les articles homonymes, voir Kakati.
Kashmira Kakati est une biologiste de la faune travaillant depuis sa région natale de l'Assam en Inde.

## Travaux
Bénéficiaire d'une subvention du CEPF, Kashmira Kakati a annoncé en février 2010 la découverte de sept espèces de félins (tigre, léopard, panthère longibande, chat-léopard, chat chaus, chat doré d'Asie, chat marbré) dans les forêts peu connues de Dehing Patkai Wildlife Sanctuary (en) en Assam, ce qui constitue un record pour une zone unique. Elle a fait appel au financement du CEPF pour mettre sur pied son enquête grâce à 30 pièges photographiques placés en forêt, et ses résultats ont alimenté un regain d'intérêt pour la région, susceptible de mener à un possible statut de zone protégée pour la forêt.
Kashmira Kakati commence tout d'abord par étudier la zoologie, et obtient par la suite une maîtrise à l'Institut de la faune de l'Inde à Dehra Dun. Ensuite elle obtient un doctorat à l'Université de Cambridge en étudiant les effets de la fragmentation des forêts sur le gibbon Hoolock, une espèce de primates de la famille des Hylobatidae. Après avoir terminé son doctorat, elle travaille sur le terrain puis en 2002 prend du temps pour fonder une famille avec son mari le biologiste Christy Williams, dont elle a deux fils.
De 2007 à 2009, Kashmira Kakati retourne sur le terrain pour un projet d'étude par piégeage photographique des carnivores sauvages du Haut-Assam.
En 2010, dans le cadre du premier épisode de l'émission Lost Land of the Tiger (en) diffusé sur la BBC, elle participe au Project Tiger au Bhoutan, en même temps que Steve Backshall, Gordon Buchanan (en), George McGavin (en), Justine Evans et Alan Rabinowitz, (Expédition Tigre en français, diffusé en 2013 sur France 5).
En 2014, elle lance une pétition pour protéger les corridors de Golai et Bogapani utilisés par les éléphants.

## Ouvrages
- Kashmira Kakati, Impact of Forest Fragmentation on the Hoolock Gibbon in Assam, India, LAP Lambert Academic Publishing, 2010,  (ISBN 9783838378978)